# Before the Party's Over
"Before the Party's Over" é uma canção do cantor belga Mustii que irá representar a Bélgica no Festival Eurovisão da Canção 2024, após ser selecionada através de seleção interna. A canção foi lançada a 20 de fevereiro de 2024, no programa de rádio Le 8/9 no VivaCité; no entanto, foi lançada acidentalmente na íntegra no Tipik (canal nacional belga) dois dias antes.

A canção atuou na 2ª semifinal, mas não foi apurada para a final.